# یعقوب بن علی بروسوی
سیدیعقوب بن علی بُروسَوی معروف به سیدعلی‌زاده، فقیه، ادیب، مدرس و قاضی حنفی عصر عثمانی است. محل تولد وی شهر بروسه، اما زمان تولدش نامعلوم است. او در زادگاه خود تحصیل کرد و به‌عنوان قاضی شهر ادرنه و پس از آن به عنوان قاضی ارشد عثمانی مشغول به کار شد. او در سال ۹۳۱ هجری قمری در راه بازگشت از سفر حج در مصر درگذشت. او به زبان‌های فارسی، عربی و ترکی تسلط کامل داشت و مهمترین اثر وی مفاتیح الجنان فی شرح شرعة الاسلام در زمینه تصوف است که به‌واسطه آن به شارح الشرعة ملقّب شد. اثر مهم دیگر وی شرح عربی گلستان سعدی است.
برخی دیگر از آثار او عبارتند از:
- حاشیة علی شرح دیباجة المصباح در زمینه نحو
- حاشیة علی شرح فرائض السراجیه در زمینۀ فقه
- مختصر مرآة الجنان للیافعی در زمینه تاریخ
- تذکرة در زمینه حدیث

برخی از صاحبنظران وی را به سرقت ادبی متهم کرده‌اند و شرح گلستان وی را اثر مَنیری، ادیب هم عصر خود می‌دانند. اما برخی دیگر، با استناد به نسخه‌های متعدد این کتاب، که برخی به خط خودِ مؤلف است، این ادعا را رد کرده‌اند.